# Svæveflyvecenter Arnborg
Svæveflyvecenter Arnborg er en dansk svæveflyveplads beliggende sydøst for Arnborg, og umiddelbart vest for Midtjyske Motorvejs afkørsel 15, ca. 15 km syd for Herning. Pladsen har en øst-vest-orienteret græsbane.
Pladsen, som ejes og drives af Dansk Svæveflyver Union, kan benyttes af medlemmer af svæveflyveklubber tilknyttet unionen samt gæstende piloter. Ved pladsen findes hangarer, centerområde med briefing-rum, kontorer og køkken, hytte-område og campingplads.
Pladsen anvendes som udgangspunkt for konkurrencer og kurser arrangeret af unionen.
Tre svæveflyveklubber har hjemsted på pladsen: Billund Svæveflyveklub, Jysk Aero Sport og SG-70.